# جان فرانسوا بوير
جان فرانسوا بوير (بالفرنسية: Jean-François Boyer)‏ هو قسيس فرنسي، ولد في 12 مارس 1675 في باريس في فرنسا، وتوفي في 20 أغسطس 1755.